# 安吉路
安吉路為台南市連絡國道八號之重要道路，位於台南市安南區，全線屬台17甲線之一部分。南起安南區海佃路岔路，北至安南安定區界之國道八號台南端（公學路一段124巷），共分三段，全長約4.4公里。

## 編入省道
安吉路原屬連接國道八號之市區道路，2008年9月10日行政院公告將本線編入至台17甲線，原國聖大橋－海佃安吉路口之台17甲線解編。

## 行經行政區域
- 安南區

## 沿途地標及設施
- 一段:
  - 臺南市立台江文化中心
  - 麥當勞安吉店
  - 台灣中油穀豐站
  - 台灣中油甲上站
  - 久井安吉加油站
- 二段:
- 三段:
  - 台朔石油安吉路站
  - 台灣中油公學路站
  - 新吉工業區

## 分段
- 一段：海佃路－本原街
- 二段：本原街－公學路
- 三段：公學路－台南端

## 註解
1. ↑  台南市安吉路位置及總長 （页面存档备份，存于） .Google Map，2015-07-29查詢
2. ↑  . 政府公報資訊網. 行政院公報第14卷第177期. 中華民國行政院. 2008-09-15. （原始内容存档于2020-02-16）.